# Teobaldo Boccapecora
Teobaldo Boccapecora, o Buccapeco o Boccapecci, indicato erroneamente come antipapa Celestino II (... – 1124), fu un cardinale italiano che nel conclave del 1124 venne eletto papa e scelse il nome pontificale di Celestino II, ma prima ancora di essere consacrato ed intronizzato, dovette rassegnare le dimissioni.

## Biografia
Fu nominato cardinale presbitero da papa Callisto II nel concistoro del dicembre 1122 con il titolo di Sant'Anastasia.
Alla morte di Callisto II divenne egli stesso papa a conclusione di una caotica elezione, nella quale venne sostenuto dalla famiglia Pierleoni. Durante la sua consacrazione però, Roberto Frangipani irruppe in Laterano con un seguito di uomini armati e proclamò papa il cardinale Lamberto Scannabecchi, costringendo con la forza Celestino alla sottomissione. Morì pochi giorni dopo essersi dimesso, per le ferite ricevute. 
Dato che Teobaldo non fu né consacrato né intronizzato, il suo nome non appare nelle liste ufficiali dei pontefici. Inoltre, dato che la sua elezione fu regolare e legittima, non appare nell'elenco degli antipapi. 
Il cardinale Pietro Pierleoni, che lo aveva sostenuto, divenne antipapa sei anni dopo, con il nome di Anacleto II.